# Guerre du saumon

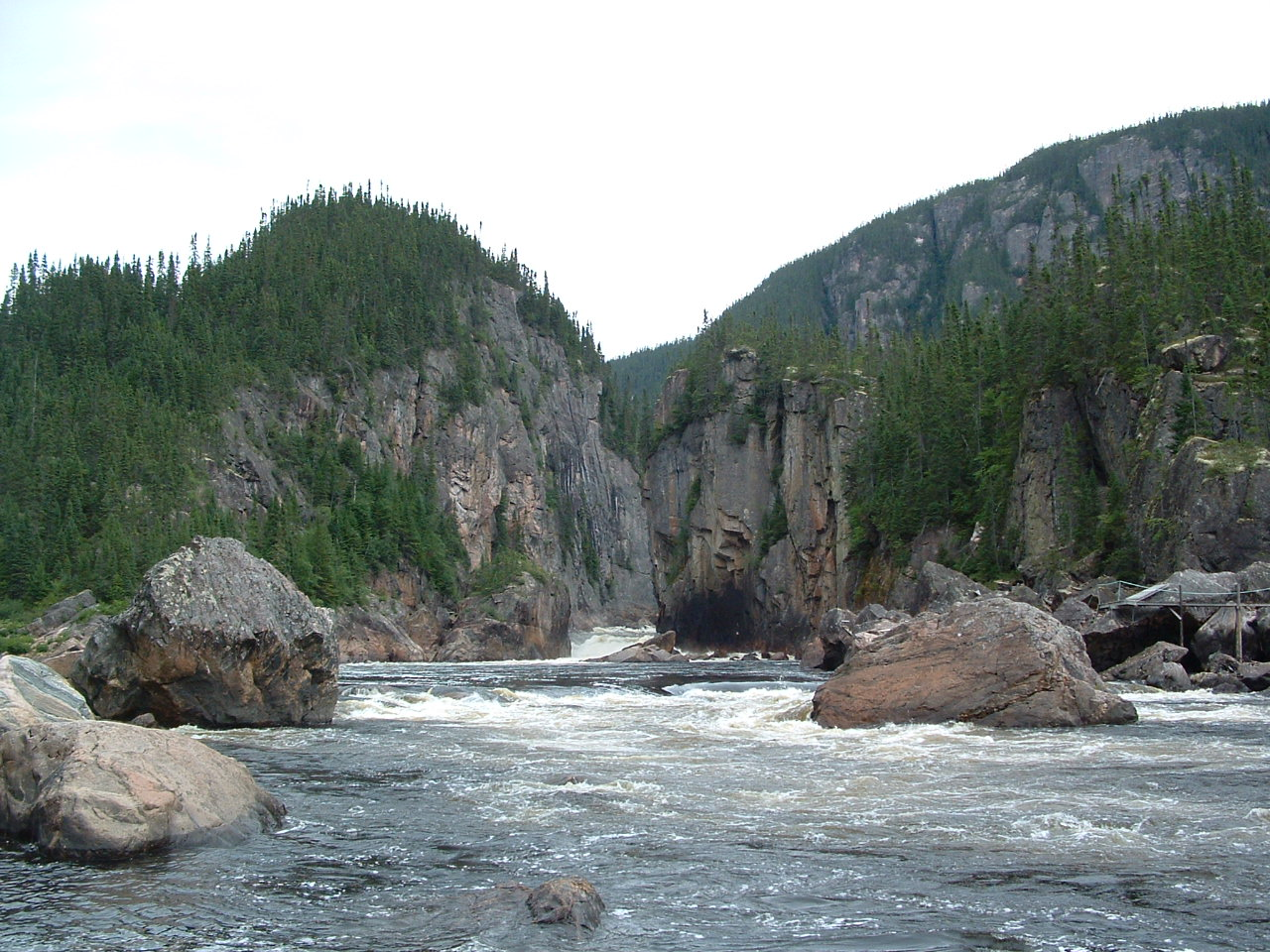
Cascades sur la rivière Moisie.

La guerre du saumon est un conflit au Canada entre les autochtones de la région de la Côte-Nord, le gouvernement du Québec, ainsi qu’entre les agents de conservation de la faune et les clubs de pêche, sur les droits de pêche dans les rivières à saumon de la Côte-Nord, qui se produit de 1981 à 82. Quatre rivières ont été principalement au cœur du sujet, la rivière Moisie, la Natashquan, la Coacoachou et la rivière Olomane.

## Origine
Les origines du conflit datent de la Nouvelle-France. À l'époque, la Côte-Nord, fragmentée en seigneuries et concessions, fut octroyée à des favoris des rois français ou en guise de remerciement pour services rendus. Les bénéficiaires profitaient de privilèges exclusifs sur la traite des fourrures, la pêche aux loups marins et de privilèges concurrentiels sur la pêche à la morue.  
Sous le régime anglais, après la Guerre de la Conquête, les commerçants britanniques s’emparèrent des postes abandonnés de la Côte-Nord, de la baie de Portneuf jusqu’à Blanc-Sablon. En 1763, la Proclamation Royale donne à la France le droit d’exploiter les ressources du golfe Saint-Laurent. Puis, les États-Unis en 1783 auront le droit de pêcher dans les baies non occupées, ce droit sera renouvelé en 1854 par le Traité de Réciprocité. Au XIXe siècle, la Côte-Nord sera exploitée par deux monopoles, la Compagnie de la Baie d’Hudson et, jusqu’en 1820, par la Labrador Company. La Compagnie de la Baie d’Hudson perdra son monopole à cause de ses pratiques de pêche abusives du saumon qui ont presque vidé les rivières et de sa brutalité envers les autres pêcheurs. En 1859, le gouvernement de l’Union commencera à louer à des particuliers, à des compagnies ainsi qu’à de riches étrangers, et à leur octroyer des permis, le système des clubs se met en place au détriment des autochtones.

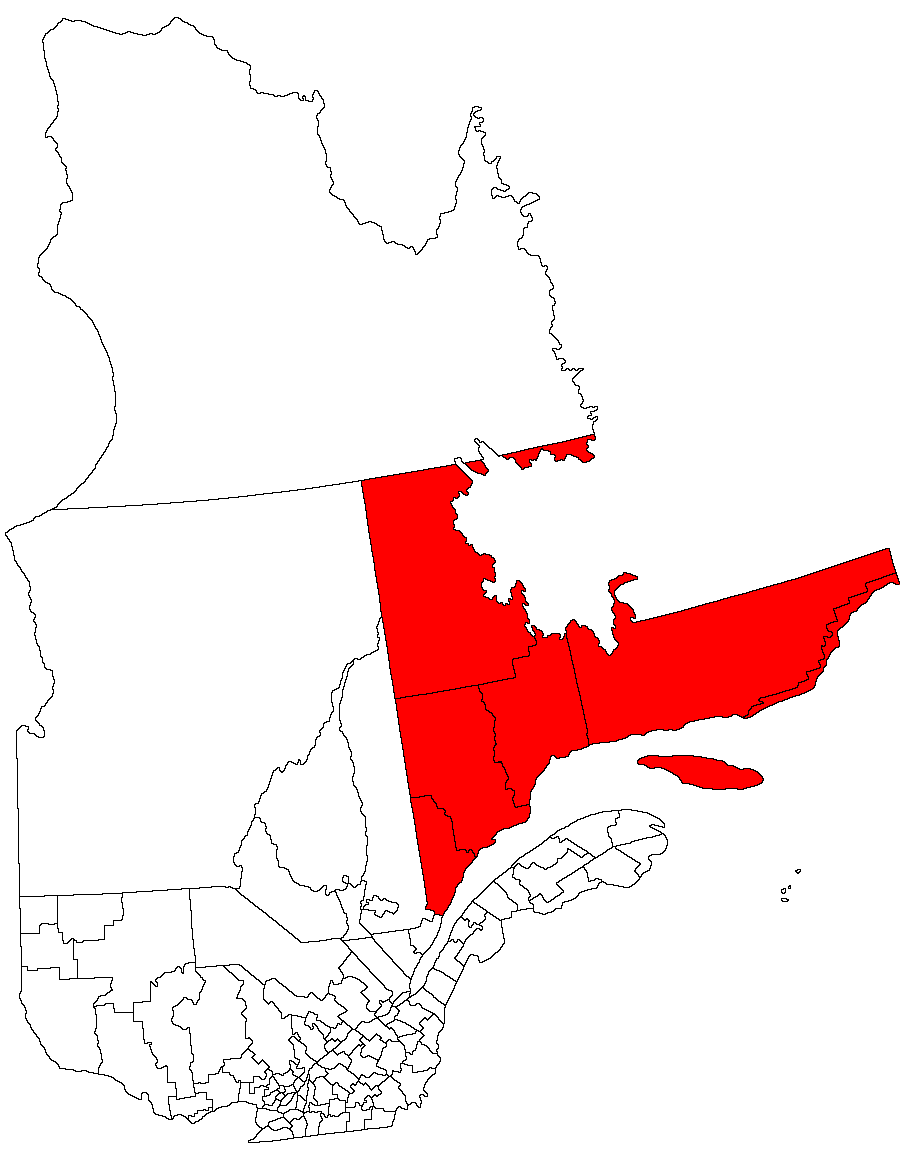
Côte-Nord

### Démarche des autochtones
Les Innus sont grandement affectés par les monopoles et les pêcheurs indépendants qui exploitent les rivières à saumon. À plusieurs reprises dès les années 1845 les autochtones de la Côte-Nord réagiront à coup de pétition auprès du gouvernement fédéral. Ils dénoncent leur dépossession et demandent que des terres leur soient réservées et qu’une partie des revenus provenant de la location des Postes du Roi et de la vente de terres leur reviennent. Ils obtiennent le soutien du représentant du comté de Saguenay qui rappelle au gouvernement provincial que la Proclamation Royale de 1763 et l’Acte de capitulation de Montréal garantissaient des droits de chasse et de pêche aux Indiens. En 1860, différentes pétitions seront envoyées au gouvernement pour l’informer que la situation des Innus est inchangée, le père Arnaud, missionnaire catholique, réitère les demandes des autochtones afin qu’ils aient des droits exclusifs sur la rivière Betsiamites. En 1861, les Innus de Moisie adressent eux-mêmes une pétition dans laquelle ils exposent les conditions précaires dans lesquelles ils se trouvent. Malgré l’urgence de la situation, les gouvernements, au lieu de répondre aux revendications, leur verse des indemnités. En 1864, les Innus obtiennent l’exclusivité sur la rivière Betsiamites en aval. Toutefois en 1970, ailleurs qu’à Betsiamites, les autochtones sont considérés comme des braconniers sur les rivières à saumon. Les Innus ne sont pas les seuls autochtones à être affectés, mais aussi les Micmacs qui vivent sur la rive sud du Saint-Laurent,.
Un autre événement important vient créer une nouvelle source de conflit. En 1951, le gouvernement fédéral procède à une révision de la Loi sur les Indiens. En vertu de la Constitution canadienne, « les Indiens, et les terres réservées aux Indiens » étaient des compétences exclusivement fédérales, et les provinces ne pouvaient pas légiférer sur les autochtones. Or, lors de la révision, le gouvernement fit un amendement à la loi, désormais les « lois provinciales d’application générale » pourront s’appliquer aux autochtones à moins qu’un traité n’ait été conclu ou que des dispositions existent déjà dans la Loi sur les Indiens. Cependant, jamais au Québec les Amérindiens n’ont cédé leurs droits, ils sont donc moins bien protégés contre l’application des lois provinciales que ceux qui l’ont fait dans les autres provinces. Ces lois d’application générale ont un impact négatif sur les communautés autochtones puisque ce sont des lois supposément non discriminatoires, qui s’appliquent à tout le monde sans distinction et qui vont avoir un effet discriminatoire, ce qu’on appelle dans le jargon des droits de la personne, la discrimination indirecte et systématique. Ces lois vont criminaliser les activités autochtones et les traités de manière négative, à cause de leur ethnie. Dans un document publié en 1985 par le ministère du Loisir, de la Chasse et de la Pêche, une trentaine de lois et règlements s’accordaient mal avec les activités autochtones.

## Déroulement

### Le raid de Restigouche
Le 11 juin, au cours de l’été 1981, une opération d’envergure, qui fut menée par la Sûreté du Québec, a eu lieu dans la communauté de Listuguj et sur la rivière Restigouche sur heure du midi. Celle-ci avait été ordonnée par le ministre québécois, Lucien Lessard, du Loisir, et de la Chasse et de La Pêche, afin de saisir les filets de pêche des Micmacs qui pêchent du saumon jugé illégal. Cinq cents policiers et agents de la Faune investirent la communauté, malgré la demande du chef de la Police amérindienne, Maurice Tassé, auprès de la Sûreté de ne pas intervenir en force dans la communauté, ne pouvant garantir lui-même la sécurité. Ils suspendirent le Conseil de bande et procédèrent à des arrestations autant sur la rivière que dans la communauté. La Commission des droits de la personne, aujourd’hui Commission des droits de la personne et des droits de la jeunesse, ainsi que la Ligue des droits et libertés furent sollicités pour intervenir, car des abus auraient été commis par les forces de l’ordre. De nombreux témoignages accablants ont été faits contre les agents de la Sûreté du Québec et les agents de la faune, tels que des propos racistes, des gestes désobligeants à l’égard des citoyens micmacs et d’utilisation de force excessive lors d’arrestations. Parmi les personnes demandant à intervenir se trouvaient les anthropologues Rémi Savard et Pierre Lepage. 

### Autres événements
Quelque temps après le raid de Restigouche, la communauté innue d’Essipit affirme son droit de pêche au saumon et tend un filet de pêche communautaire sur le littoral, à l’ouest de l’entrée de la rivière. Ce qui mit le feu aux poudres.
En 1981, publication de la Commission des droits de la personne d’une étude dans laquelle elle conclut que sur environ soixante éditoriaux et commentaires d’opinion, on trouvait autant d’éditoriaux ou commentaires d’opinion anti-autochtones. En effet depuis 1979, la Commission recevait des plaintes de la Ligne des droits et libertés, d’organismes autochtones et de particuliers qui dénonçaient certaines chroniques de chasse et pêche au caractère discriminatoire et offensant. À l’époque, la presse sportive s’est livrée à des campagnes de « salissage », les chroniqueurs accusaient les autochtones de se livrer à du braconnage et de détruire la faune à tour de bras, alors que pourtant les réseaux organisés de braconnage mis au jour au Québec à la même époque avaient comme auteurs des « Blancs » et non des Autochtones.

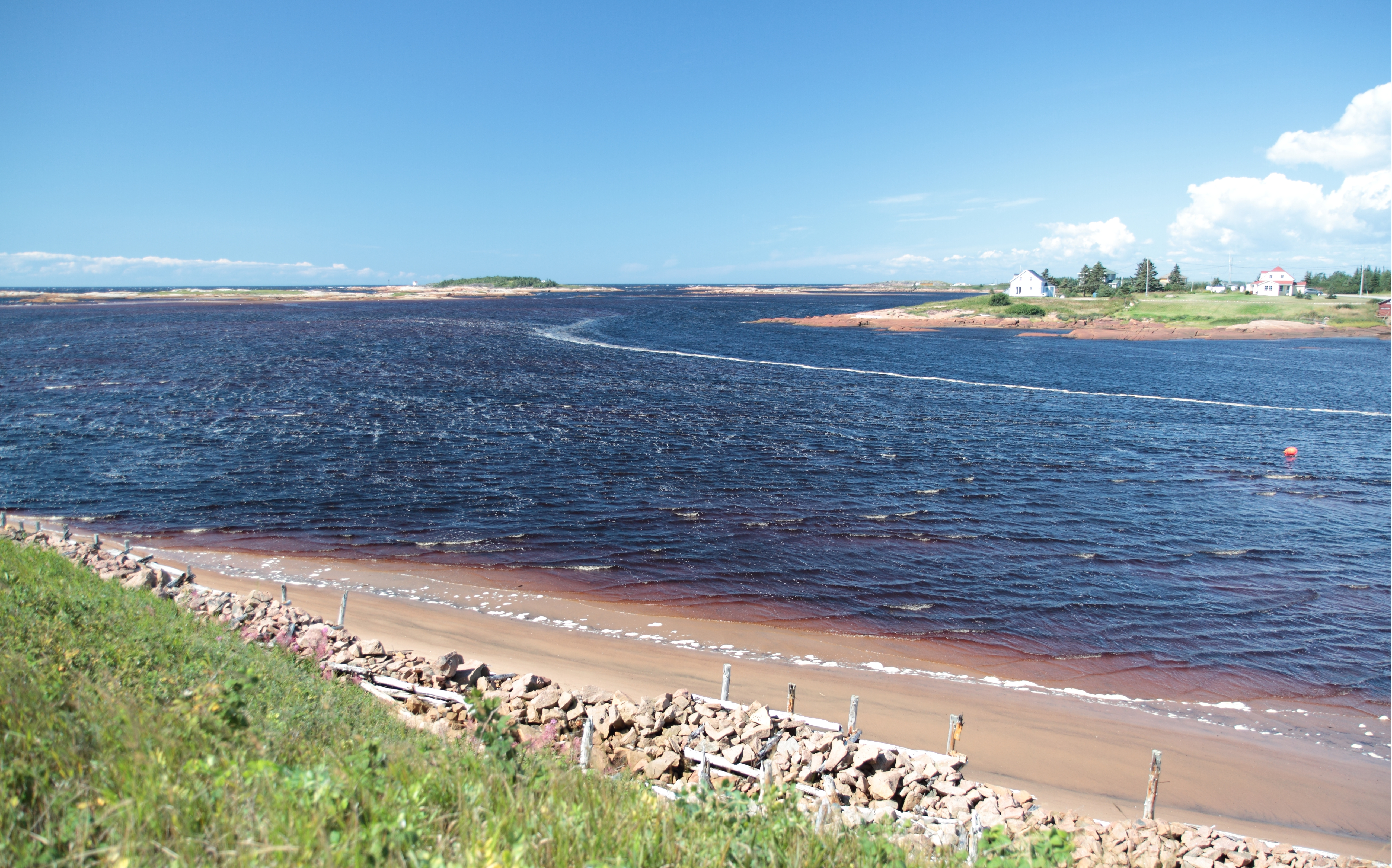
Rivière Natashquan.

Plusieurs crimes ont été commis envers les autochtones durant cette période de conflit. À La Romaine, un gardien du club de pêche a été condamné pour avoir tiré sur des innus. Deux innus qui pêchaient de nuit sur la rivière Moisie ont été retrouvés morts dans les jours qui ont suivi. À la suite des circonstances nébuleuses de leur décès, des soupçons des Innus d’un incident avec des garde-pêche et à la demande du père d’une des victimes, Rémi Savard exigera une enquête publique sur ces événements. Après avoir décelé de nombreuses erreurs, irrégularités et incohérences dans l’enquête du coroner, il rédigera pour le compte de la Ligue la brochure : Mistashipu, la rivière Moisie : la mort suspecte de deux Montagnais et les sophismes du ministre de la Justice. Également à Natashquan, le chef de la communauté, Antoine Malec et un compagnon ont frôlé la mort lorsque le canot du gérant du club leur a foncé dessus à toute vitesse, coupant presque en deux l’embarcation dans laquelle ils se trouvaient, alors qu’ils pêchaient la nuit.

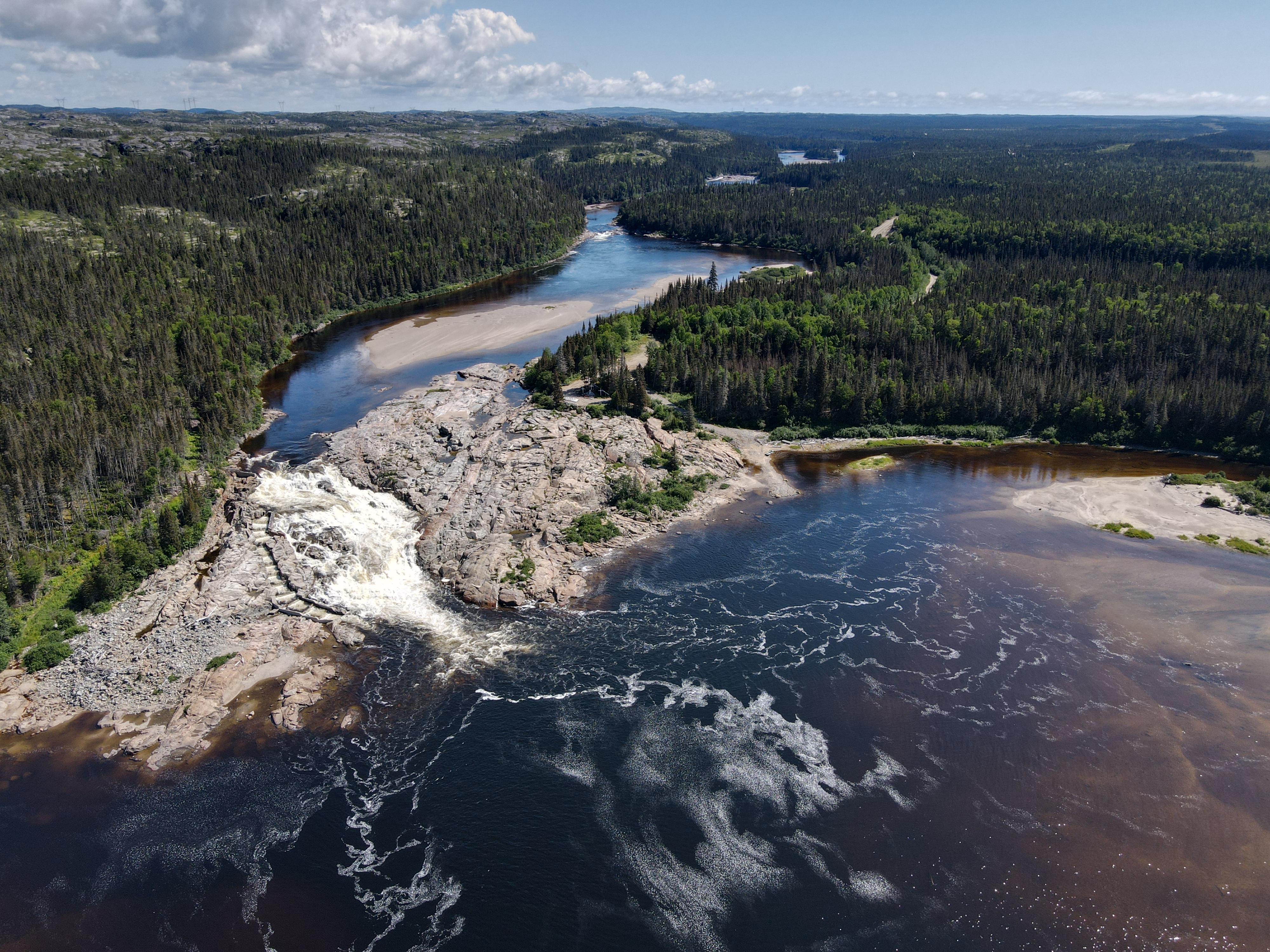
Chutes sur la rivière Mingan.

En 1982, les Innus de Natashquan ont occupé la pourvoirie située à la première chute. À Mingan, la rivière n’appartenait pas au gouvernement du Québec, ni aux Québécois dans ce cas, mais était une propriété privée appartenant à des Américains. Durant la « guerre du saumon », le gouvernement fédéral racheta la rivière et l’annexa à la réserve.

### L’ouverture d’un dialogue
Depuis toujours, la Commission avait dû faire face au refus d’une grande partie de la société québécoise de reconnaître les droits des autochtones, d’accepter qu’ils existent et qu’ils ont des droits réels, inscrits dans la constitution canadienne, qu’ils doivent pouvoir s’appliquer dans la vie de tous les jours et sont liés au territoire. 
En 1982, moins d’un an après le raid de Restigouche, Pierre Lepage, de la Commission des droits de la personne, et François Raynault, de la Société Recherches amérindienne au Québec, organisent un colloque sur « La faune et les droits autochtones » à Montréal où ont été réunis les représentants du gouvernement, de l’Association des pêcheurs sportifs de saumon du Québec et d’autres, afin d’amorcer un dialogue. Un changement d’attitude a commencé à s’opérer de la part des associations sportives qui au moment du raid avaient appuyé le ministre Lessard et demandaient, au nom de l’égalité de tous les citoyens, qu’on ait tous les mêmes droits au Québec. Entre autres, l’Association des pêcheurs sportifs de saumon du Québec affirma qu’elle n’avait pas pour rôle de décider et de définir les droits des autochtones, mais de s’assurer de la survie du saumon de l’Atlantique qui est menacée. Et que cela n’était pas possible sans un dialogue entre tous les utilisateurs.

## Impacts sociaux et conclusion de la guerre du saumon
À partir de 1982, la Constitution canadienne stipula que les autochtones constituent des peuples et que des droits ancestraux ou issus de traités leur sont reconnus, on ne peut plus ainsi affirmer qu’ils sont des citoyens comme tous les autres. Il y sera aussi spécifié dans la Charte canadienne des droits et libertés dans les « droits et libertés ancestraux, issus de traités ou autres » des peuples autochtones du Canada et de protection des accords devant éventuellement être conclus, en 1982. Ainsi, la Constitution ouvre la voie à ce que ceux qui n’ont pas signé de traité espèrent encore le faire. Les autochtones gagneront plusieurs gains importants en Cour suprême, devant les tribunaux, en termes de pêche au saumon.
En Colombie-Britannique, où la situation sur les rivières à saumon ressemblait un peu à celle du Québec, vit naitre l’arrêt Squamish qui affirme que, bien que les provinces puissent légiférer sur la faune, il faut pour cela qu'elles respectent trois critères et un ordre de priorité. En premier lieu, la conservation. Deuxièmement, les droits ancestraux, et troisièmement les droits des autres utilisateurs, c’est-à-dire les pêcheurs sportifs, commerciaux et les autres. Ainsi, les provinces ne peuvent pas légiférer indûment de façon à priver les autochtones de leurs droits, sauf pour protéger la faune.
Cette avancée des droits des autochtones, n'est pas seulement bénéfique aux Innus, mais aussi aux autres nations autochtones du Québec, à l'exception des Cris, des Inuits et des Naskapis qui, eux, sont protégés en vertu des droits issus des traités.
À Natashquan, à la suite d'ententes pour désigner les gestionnaires de certaines zones de pêche, les Innus ont pris en main la pourvoirie. À Mingan ils ont adopté des règlements pour la gestion et la préservation de la faune sur le territoire de la réserve, ils ont cessé toute pêche pendant quelques années, ont restauré la rivière et l’ont ensemencée. Quelques années plus tard, ils ont rendu la rivière accessible aux pêcheurs québécois.
Sur la demande du premier ministre René Lévesque, auprès du géographe Louis-Edmond Hamelin, de trouver une solution à la crise de 1981, un comité de surveillance sur la pêche fut mis sur pied. Cette Commission a pour mandat de surveiller les activités de pêche au filet et d’examiner la validité du système d’enregistrement des prises, de la présentation de rapports hebdomadaires de l’évolution globale des captures au Ministère et au Conseil de bande, ainsi que de la fixation de la date de fermeture de la pêche au filet,.
Les deux incursions des 11 et 21 août à Restigouche et leurs conséquences ont été documentées par Alanis Obomsawin dans son film de 1984, Les événements de Restigouche.